# عائلة بيروتسي

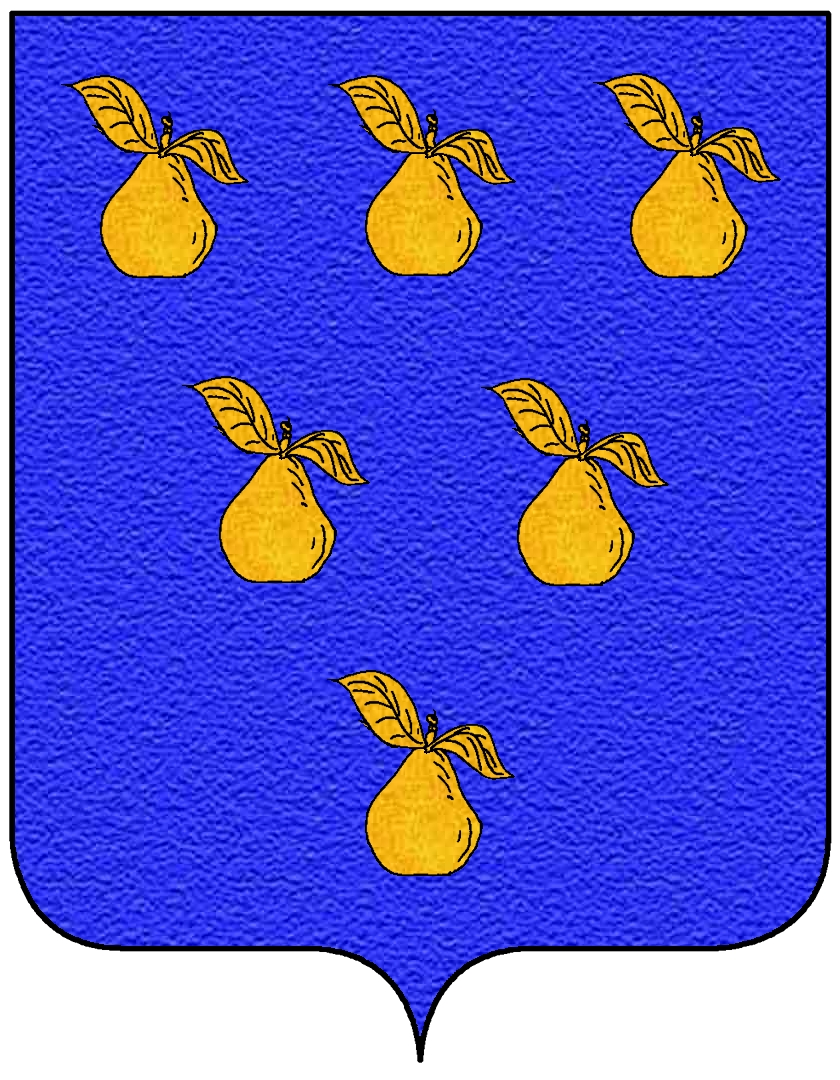

كانت عائلة بيروتسي (بالإيطالية: Peruzzi)‏ من المصرفيين الفلورنسيين ومن العائلات الرائدة في المدينة في القرن الرابع عشر قبل بروز الميديشي. تعود أصولهم إلى منتصف القرن الحادي عشر وفقاً لمدون أنساب العائلة لويجي باسيريني.